# Lux (Côte-d'Or)
Pour les articles homonymes, voir Lux.
Lux [lyks]  est une commune française située dans le département de la Côte-d'Or, en région Bourgogne-Franche-Comté

## Géographie

### Climat
Pour des articles plus généraux, voir Climat de la Bourgogne-Franche-Comté et Climat de la Côte-d'Or.
En 2010, le climat de la commune est de type climat océanique dégradé des plaines du Centre et du Nord, selon une étude du Centre national de la recherche scientifique s'appuyant sur une série de données couvrant la période 1971-2000. En 2020, Météo-France publie une typologie des climats de la France métropolitaine dans laquelle la commune est exposée à un climat océanique altéré et est dans une zone de transition entre les régions climatiques « Lorraine, plateau de Langres, Morvan » et « Bourgogne, vallée de la Saône ». 
Pour la période 1971-2000, la température annuelle moyenne est de 10,3 °C, avec une amplitude thermique annuelle de 17,5 °C. Le cumul annuel moyen de précipitations est de 834 mm, avec 11,7 jours de précipitations en janvier et 7,9 jours en juillet. Pour la période 1991-2020, la température moyenne annuelle observée sur la station météorologique de Météo-France la plus proche, « Poyans », sur la commune de Poyans à 20 km à vol d'oiseau, est de 11,1 °C et le cumul annuel moyen de précipitations est de 911,8 mm,. Pour l'avenir, les paramètres climatiques de la commune estimés pour 2050 selon différents scénarios d'émission de gaz à effet de serre sont consultables sur un site dédié publié par Météo-France en novembre 2022.

## Urbanisme

### Typologie
Au 1er janvier 2024, Lux est catégorisée commune rurale à habitat dispersé, selon la nouvelle grille communale de densité à 7 niveaux définie par l'Insee en 2022.
Elle est située hors unité urbaine. Par ailleurs la commune fait partie de l'aire d'attraction de Dijon, dont elle est une commune de la couronne,. Cette aire, qui regroupe 333 communes, est catégorisée dans les aires de 200 000 à moins de 700 000 habitants,.

### Occupation des sols
L'occupation des sols de la commune, telle qu'elle ressort de la base de données européenne d’occupation biophysique des sols Corine Land Cover (CLC), est marquée par l'importance des territoires agricoles (72 % en 2018), en diminution par rapport à 1990 (73,7 %). La répartition détaillée en 2018 est la suivante : terres arables (69,2 %), forêts (23,9 %), zones agricoles hétérogènes (2,8 %), zones urbanisées (2,6 %), milieux à végétation arbustive et/ou herbacée (1,5 %). L'évolution de l’occupation des sols de la commune et de ses infrastructures peut être observée sur les différentes représentations cartographiques du territoire : la carte de Cassini (XVIIIe siècle), la carte d'état-major (1820-1866) et les cartes ou photos aériennes de l'IGN pour la période actuelle (1950 à aujourd'hui).

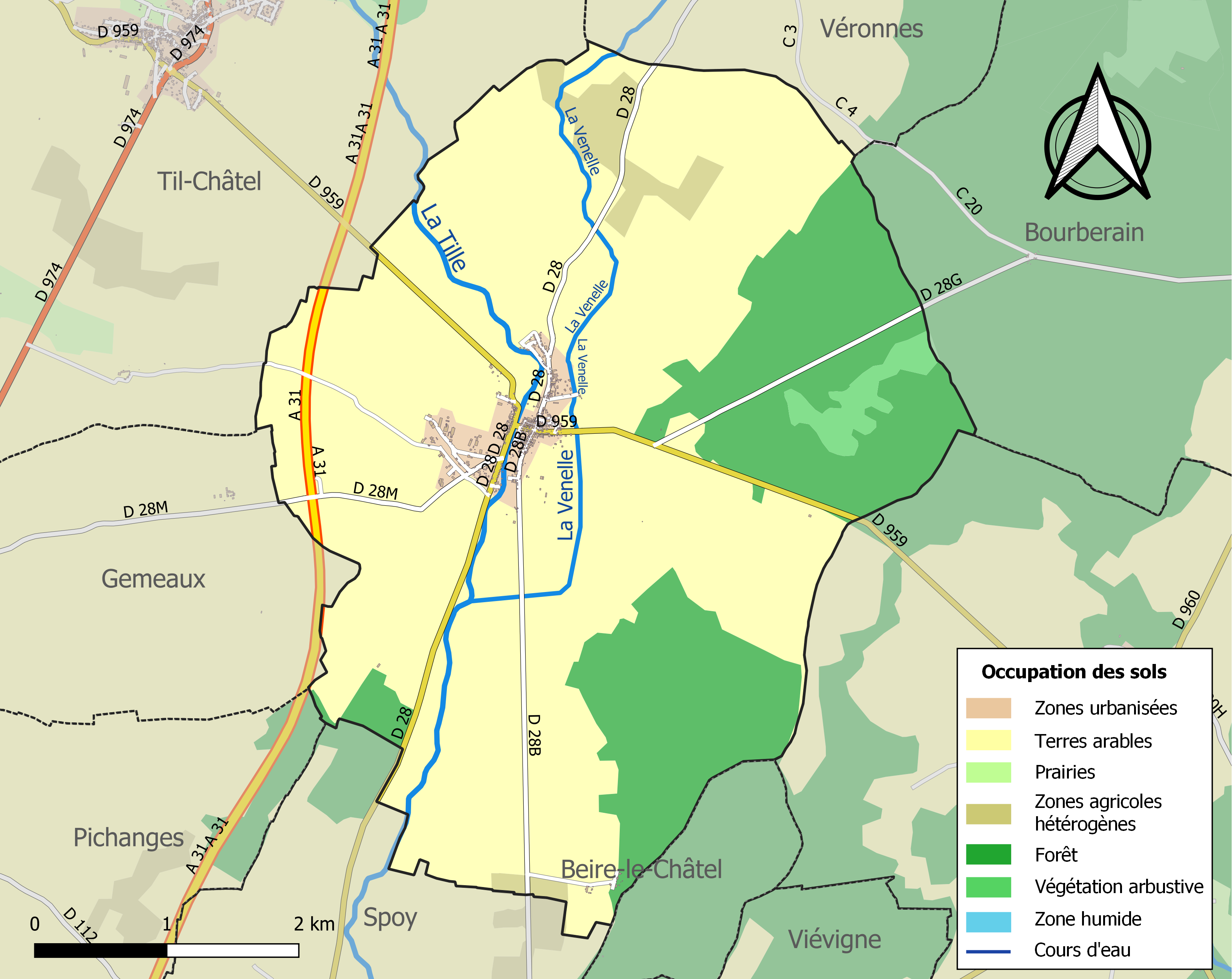
Carte des infrastructures et de l'occupation des sols de la commune en 2018 (CLC).

## Histoire
Au moyen âge, le fief de Lux est donné en 1184 à Guy Ier de Til-Châtel par le duc Hugues III de Bourgogne avec la charge d'en fortifier le château,.
Les prospections aériennes et les fouilles archéologiques ont révélé l'existence d'un site gallo-romain d'une superficie de 9 ha. Le site présente de grands bâtiments organisés autour de cour. Les fouilles et prospection ont révélé la présence de maçonneries importantes, de mosaïques, d'hypocaustes et d'adductions d'eau. La nature exacte du site n'est cependant pas aisée à préciser. Le site ne constitue pas une agglomération ordinaire et ressemble plutôt à une très grande villa. Toutefois les bâtiments résidentiels de la pars urbana manquent et seule semble attestée la résidence d'un vilicus. La présence d'un bras fossile de la Tille le long de bâtiments et le plan de certains bâtiments peut laisser penser qu'il s'agit d'entrepôt liés à la navigation fluviale.
À partir de 1917, le village abrita l'un des plus grands hôpitaux vétérinaires de France, destiné aux chevaux et mis en place par l'armée américaine.
Il se trouvait sur la route de Spoy, près de la Tille et de la voie de chemin de fer, afin de communiquer avec le camp et la gare régulatrice d'Is-sur-Tille.

### Passé ferroviaire du village
|  |  |

De 1882 au 2 mars 1969, la commune a été traversée par la ligne de chemin de fer de Troyes à Gray, qui, venant de la gare de Til-Châtel, s'arrêtait à la gare de la commune, contournait le village par le sud, et ensuite se dirigeait vers la gare de Bèze.

La gare, dont les bâtiments sont encore présents de nos jours, était située au sud en limite de village.

L'horaire ci-dessus montre qu'en 1914, 4 trains s'arrêtaient chaque jour à la gare d'Is-sur-Tille dans le sens Troyes-Gray et 4 autres dans l'autre sens.

À une époque où le chemin de fer était le moyen de déplacement le plus pratique, cette ligne connaissait un important trafic de passagers et de marchandises.
	
À partir de 1950, avec l'amélioration des routes et le développement du transport automobile, le trafic ferroviaire a périclité et la ligne a été fermée le 2 mars 1969 au trafic voyageurs. Encore en place, elle est utilisée épisodiquement pour un service de maintenance.

## Politique et administration
| Période                                  | Période   | Identité            | Étiquette | Qualité     |
| ---------------------------------------- | --------- | ------------------- | --------- | ----------- |
| vers 1970                                |           | M. Lucien Lavoignat |           |             |
|                                          |           | M. Gabriel Cartaut  |           |             |
|                                          |           | Mme. Anne Denizot   |           |             |
| mars 1989                                | mars 2001 | M. Bernard Bachotet |           |             |
| mars 2001                                | mars 2008 | M. François Bécourt |           | Agriculteur |
| mars 2008                                | mars 2014 | M. Marcel Font      |           |             |
| mars 2014                                | en cours  | M. Renaud Lehmann   |           |             |
| Les données manquantes sont à compléter. |           |                     |           |             |

## Démographie
L'évolution du nombre d'habitants est connue à travers les recensements de la population effectués dans la commune depuis 1793. Pour les communes de moins de 10 000 habitants, une enquête de recensement portant sur toute la population est réalisée tous les cinq ans, les populations de référence des années intermédiaires étant quant à elles estimées par interpolation ou extrapolation. Pour la commune, le premier recensement exhaustif entrant dans le cadre du nouveau dispositif a été réalisé en 2008.

En 2022, la commune comptait 512 habitants, en évolution de −3,76 % par rapport à 2016 (Côte-d'Or : +0,82 %, France hors Mayotte : +2,11 %).
| 1793 | 1800 | 1806 | 1821 | 1831 | 1836 | 1841 | 1846 | 1851 |
| ---- | ---- | ---- | ---- | ---- | ---- | ---- | ---- | ---- |
| 646  | 693  | 689  | 622  | 656  | 700  | 682  | 690  | 693  |

| 1856 | 1861 | 1866 | 1872 | 1876 | 1881 | 1886 | 1891 | 1896 |
| ---- | ---- | ---- | ---- | ---- | ---- | ---- | ---- | ---- |
| 667  | 616  | 601  | 580  | 620  | 646  | 845  | 582  | 538  |

| 1901 | 1906 | 1911 | 1921 | 1926 | 1931 | 1936 | 1946 | 1954 |
| ---- | ---- | ---- | ---- | ---- | ---- | ---- | ---- | ---- |
| 515  | 543  | 530  | 531  | 509  | 500  | 455  | 437  | 427  |

| 1962 | 1968 | 1975 | 1982 | 1990 | 1999 | 2006 | 2008 | 2013 |
| ---- | ---- | ---- | ---- | ---- | ---- | ---- | ---- | ---- |
| 406  | 389  | 415  | 435  | 468  | 502  | 514  | 516  | 522  |

| 2018 | 2022 | - | - | - | - | - | - | - |
| ---- | ---- | - | - | - | - | - | - | - |
| 516  | 512  | - | - | - | - | - | - | - |

## Lieux et monuments

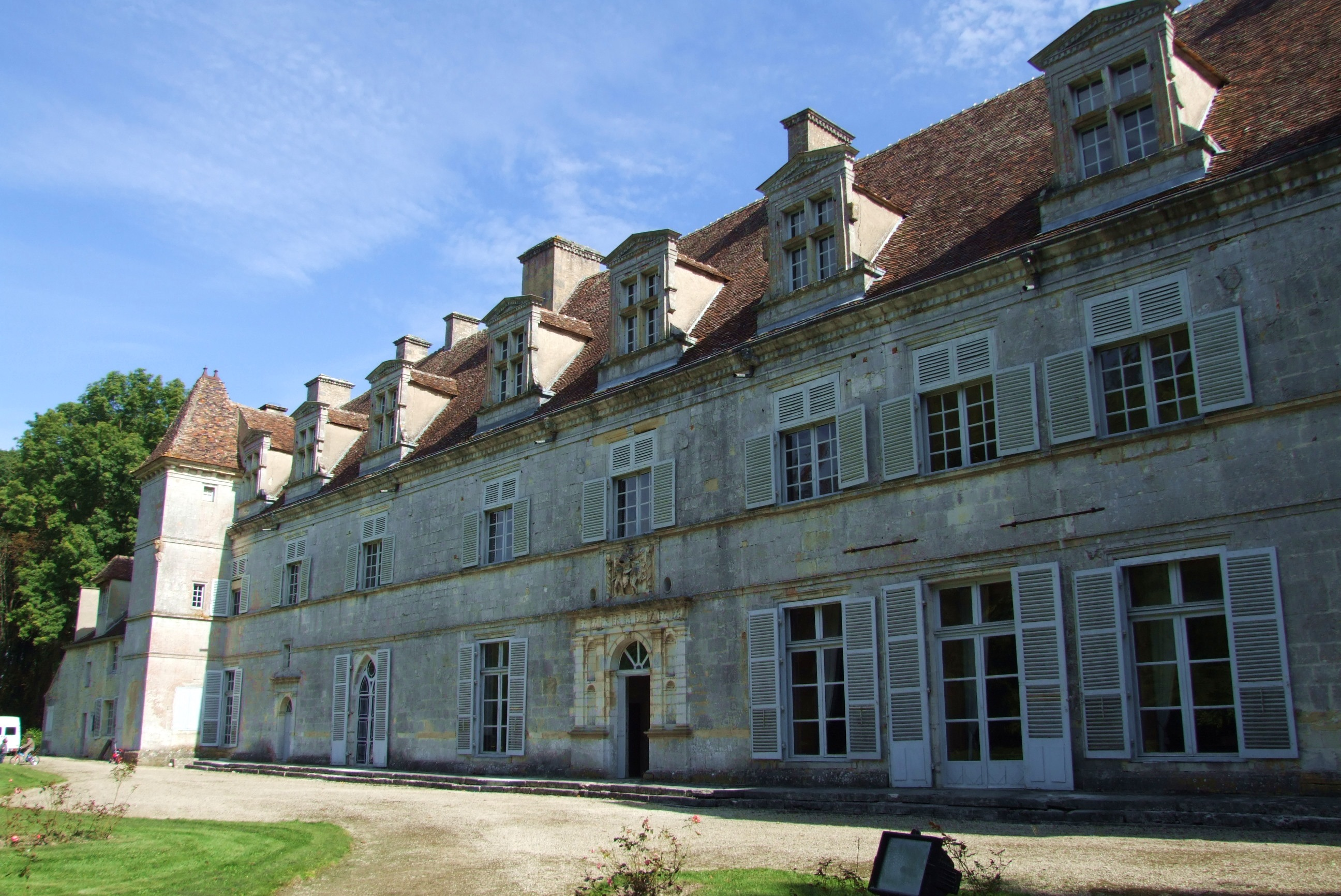
Château de Lux.

- Château de Lux
- Église de la Nativité.

## Personnalités liées à la commune
- La chanteuse Colette Magny (1926-1997) évoque le village dans sa chanson Quand j'étais gamine[réf. nécessaire] : "à Lux, Côte-d'Or, la Bourgogne".

## Héraldique
| Blason de Lux | Blason  | D'azur au lion d'or, armé et lampassé de gueules, surmonté à dextre d'une étoile d'or posée en bande et caudée en fasce d'argent. |
| Blason de Lux | Détails | Le statut officiel du blason reste à déterminer.                                                                                  |